# 驱魔仪式
驱魔仪式（英語：Adorcism），是由比利时人类学家德豪胥所创造的一宗教社会学名词，是用于安抚被附身的人或地方的精神实体的做法之一。与驱魔不同的是，驱魔与实体的关系可能是向好的。而驱魔仪式有时会被用来作为精神崇拜的初学仪式。
法裔美国神经性精神病学家、心理学家乔·迈克尔·奥古里安将驱魔仪式定义为：“自愿性的、治愈性的以及带有期望性质的精神财产。”